# Klaus Heider
Klaus Heider (* 25. Oktober 1936 in Göppingen; † 28. Oktober 2013 in Stuttgart) war ein deutscher Grafiker, Maler, Fotograf, Installations- und Objektkünstler sowie Hochschullehrer.

## Leben und Werk
Der ausgebildete Grafiker arbeitete mit verschiedenen Drucktechniken: Radierungen, Lithografien, Siebdruck, Offsetdruck und Heliogravure. Zudem malte und zeichnete er und experimentierte mit Collagen. Zuletzt beschäftigte er sich vor allem mit der Fotografie. Aus der Auseinandersetzung mit Fotografie ging das Kosmische Lichtbildarchiv hervor, das neben dem Schatten der Unendlichkeit zu seinen bedeutendsten Arbeiten zählt.
Nach einer Ausbildung zum Gebrauchsgrafiker bewarb sich Klaus Heider auf Empfehlung seines Lehrers an der Stuttgarter Kunstakademie. Von 1957 bis 1960 studierte er dort bei Manfred Henninger Malerei und Zeichnung. 1960 wechselte er an die Hochschule für bildende Künste Berlin. 1964 beendete er sein Studium als Meisterschüler und kehrte 1966 nach Göppingen zurück. Bis zu seinem Tode lebte und arbeitete er in Bad Boll sowie im italienischen Cima.
Von 1970 bis 1971 nahm Heider die Vertretung des vakanten Lehrstuhls für Glasmalerei und Mosaik an der Staatlichen Akademie der Bildenden Künste Stuttgart wahr. Nach einer Reise an die französische Atlantikküste entstand zwischen 1972 und 1975 die Serie Atlantikbunker. Die Werke der Serie können als erste künstlerischen Fotografien dieser Bauten bezeichnet werden. Während eines Gastaufenthaltes an der Villa Romana in Florenz 1977 realisierte Heider eine dauerhaft in den Boden eingelassene Glastreppe. Nach einem ersten Besuch des Pantheons in Rom im 1982 begann eine intensive malerische und fotografische Auseinandersetzung mit diesem antiken Bauwerk. Sie ging einher mit Heiders erster Lichtarbeit Lichtjahr. 1982 erhielt er den Rompreis der Villa Massimo. Von 1983 bis 2000 hatte er eine Professur für Fotografie und Malerei an der Hochschule für Gestaltung in Pforzheim inne.
Klaus Heider war Mitglied im Deutschen Künstlerbund.

## Auszeichnungen
- 1982/83 Rompreis Villa Massimo
- 1993 Heinrich-Schickardt-Preis der Stadt Göppingen
- 2010 Erich-Heckel-Preis
- 2012 Maria-Ensle-Preis der Kunststiftung Baden-Württemberg

## Ausstellungen (in Auswahl)
- 1968 Kunstverein Ulm
- 1970 Europe Gallery Melbourne (USA)
- 1973 Galleria Villa Massimo Rom (Italien)
- 1975 Kunsthalle Tübingen
- 1977 Kunsthalle Baden-Baden
- 1986 Villa Merkel Galerie der Stadt Esslingen
- 1991 Ernst Museum Budapest (Ungarn)
- 1994 Kunsthalle Göppingen
- 2004 Stadtkirche Göppingen
- 2005 Kulturverein Zehntscheuer Rottenburg

## Ausstellungsbeteiligungen (in Auswahl)
- 1970 „Aktiva 17“, Haus der Kunst München
- 1976 „Art in Stuttgart“, Contemporary Art Museum St. Louis (USA)
- 1977 IX. Festival International de la Peinture Cagnes-sur-mer (Frankreich)
- 1977 „I materiali del linguaggio, Artisti tedeschi a Firenze“, Palazzo Strozzi Florenz (Italien)
- 1980 Mittelmeerbiennale Alexandria (Ägypten)
- 1983 Fotografie und Video, Staatsgalerie Stuttgart
- 1988 „German Art“, Neville-Sargent Gallery Chicago (USA)
- 1996 „Abenteuer Kunst“, Kunsthalle Göppingen
- 1996 „Kunst der Gegenwart“, Zentrum für Kunst und Medientechnologie Karlsruhe
- 2003 „Fotokunst 1852–2002“, Staatsgalerie Stuttgart
- 2005 „Lichtkunst aus Kunstlicht“, Zentrum für Kunst und Medientechnologie Karlsruhe
- 2006 „Das Schicksal des Paradieses liegt in seiner Geometrie“, KISS, Kunst im Schloss Untergröningen

## Werke (Auswahl)
- Über das Marionettentheater, Mappe mit Lithografien
- Pulserate
- Vital Statistic, Mappe mit Siebdrucken
- Kosmisches Lichtbildarchiv, Fotografie

## Arbeiten im Öffentlichen Raum
- Florenz, Villa Romana: Lichtfalle/Glastreppe, Glas, 1977
- Göppingen, Projekt für Kunstverein Göppingen: Wandarbeit Kunst, 2010

## Filme
- Theorie, 2001
- Künstler-Leben, 2001

## Künstlerbücher
- Vieles ist schwer zu sehen, Verlag Beatrix Wilhelm Stuttgart 1994, ISBN 3-923-71783-0
- Die Balancen des Wahren und Schönen, Cantz Verlag, Stuttgart 1994
- Im Rahmen einer Vorstellung, Kunsthalle Göppingen und Cantz Verlag, Stuttgart 1994
- Kunst, Galerie Eva Mack, Stuttgart 1998
- Kunst über Kunst und Kunst, Edition Edith Wahlandt Galerie, Stuttgart 2003, ISBN 3-00-012652-X